# Bettie Page
Bettie Mae Page (Kingsport (Tennessee), 22 april 1923 – Los Angeles, 11 december 2008) was een Amerikaans fotomodel.
In de jaren vijftig werd ze bekend als pin-upgirl onder leiding van Irving Klaw. In januari 1955 was zij Playmate van de maand voor het blad Playboy Magazine. Ook werkte ze als bondagefotomodel. Page werd vooral 'ondergronds' populair vanwege de taboesfeer die rond haar foto's hing.
Eind jaren vijftig bekeerde ze zich tot het christelijk geloof, volgde een drietal bijbelscholen en werkte vervolgens voor allerlei christelijke organisaties, onder meer voor die van de baptistische evangelist Billy Graham.

## Biografie
Page werd geboren als tweede van de zes kinderen van Walter Roy Page en Edna Mae Pirtle. Ze had geen gemakkelijke jeugd, en moest al op jonge leeftijd de zorg voor haar jongere broers en zussen op zich nemen. Haar ouders scheidden toen ze 10 jaar oud was. Nadat haar vader, die door Page beschuldigd werd van seksueel misbruik, gevangen genomen werd, leefden Page en haar twee zussen een jaar lang in een protestants weeshuis.
Als tiener imiteerden Page en haar zussen de verschillende make-up- en haarstijlen van hun favoriete filmsterren en Page leerde zichzelf ook naaien. Deze vaardigheden bleken goed van pas te komen in haar latere carrière, waarbij Page als pin-upmodel haar eigen make-up, kapsels en kostuums verzorgde.
Page was een goede student en lid van het debatteam van de Hume-Fogg High School. Op 6 juni 1940 voltooide ze als op een na beste van haar jaar de middelbare school. Na de middelbare school ging Page studeren aan George Peabody College (nu een deel van Vanderbilt University) met de bedoeling leerkracht te worden. Het volgende schooljaar begon ze er echter aan een acteeropleiding, met het oog op een carrière als filmster. Rond die tijd had ze ook haar eerste baantje, als typiste voor de auteur Alfred Leland Crabb. Page studeerde in 1944 af met een Bachelor of Arts.
Tijdens de Tweede Wereldoorlog trouwde ze in 1943 met Billy Neal, een klasgenoot uit de middelbare school, vlak voor deze in het leger ging. De volgende jaren verhuisde ze vaak; ze woonde in San Francisco, Nashville, Miami en Port-au-Prince (Haïti). In november 1947, toen ze in de Verenigde Staten was teruggekeerd, vroeg ze de scheiding aan.

## Carrière

### Ontdekking en eerste werk
In 1949 verhuisde Page naar New York, waar ze hoopte werk te vinden als actrice. In tussentijd kluste ze bij als secretaresse.
In 1950 ontmoette ze de NYPD-agent Jerry Tibbs tijdens een wandeling langs de kust van Coney Island. Tibbs werkte als fotograaf en gaf Page zijn kaartje. Volgens hem zou ze het ver kunnen schoppen als pin-upmodel en in ruil voor de toestemming haar te fotograferen, stelde hij voor dat hij zou helpen met haar eerste portfolio. Haar iconische kapsel heeft Page ook aan Tibbs te danken. Hij stelde voor om een pony te knippen, zodat het licht niet op haar voorhoofd zou reflecteren wanneer ze gefotografeerd werd. Deze pony werd al snel een vast deel van haar kenmerkende look.
In de late jaren veertig werden in de Verenigde Staten zogenaamde camera clubs opgericht, om zo de wetten die destijds het maken van naaktfoto's verboden, te omzeilen. Deze clubs bestonden ogenschijnlijk ter promotie van artistieke fotografie, maar in de realiteit waren veel clubs slechts een dekmantel voor het maken van pornografie. Page begon haar carrière als model in deze clubs en werkte vooral samen met fotograaf Cass Carr. Doordat Page zonder enige remming of gêne poseerde, werden haar naam en imago al snel bekend binnen de industrie van erotische fotografie. In 1951 verschenen de foto's van Page voor het eerst in mannenmagazines als Wink, Titter, Eyefull en Beauty Parade.

### 1952-1957: Irving Klaw en filmwerk
Tussen 1952 en 1957 poseerde Page voor de fotograaf Irving Klaw. Deze foto's draaiden allemaal rond het thema pin-up en BDSM en maakten van haar het eerste bekende bondagemodel. Klaw gebruikte Page ook in tientallen "gespecialiseerde" korte films, die op bestelling gemaakt werden naar de specifiek wens van de clientèle. Deze filmpjes toonden vrouwen, gekleed in lingerie en hoge hakken, terwijl ze allerlei fetisjscenario's speelden. Klaw produceerde ook een collectie foto's die genomen werden tijdens de opnamesessies van deze filmpjes. Enkele van deze foto's zijn iconisch geworden. Klaws films en foto's toonden evenwel nooit naaktheid of expliciete seksuele beelden.
In 1953 nam Page acteerlessen aan de Herbert Berghof Studio, wat haar verschillende rolletjes op het podium en op televisie opleverde. Zo verscheen ze onder meer in The United States Steel Hour en The Jackie Gleason Show en stond ze op het podium voor Time is a Thief en Sunday Costs Five Pesos. Page acteerde en danste in de burleske film Striporama. Daarna verscheen ze in twee burleske films van Irving Klaw, Teaserama en Varietease. Deze films brachten naast Page ook bekende stripteaseuses als Lili St. Cyr en Tempest Storm in beeld. Elk van deze films was erotisch getint, maar ze toonden geen naakt of expliciete seksuele beelden.
Tijdens een van haar jaarlijkse vakanties naar Miami ontmoette Page in 1954 de fotografen Jan Caldwell, H.W. Hannau en Bunny Yeager. In die periode was Page het bekendste pin-upmodel in New York. Yeager, een voormalig model en opkomende fotografe, wist Page te strikken voor een fotosessie in het ondertussen gesloten dierenpark Africa USA in Boca Raton. De Jungle Bettie-foto's van deze shoot zijn haar meest bekende en bevatten enkele naaktfoto's met twee jachtluipaarden, Mojah en Mbili. De outfit met luipaardprint die ze op deze foto's draagt zijn, net zoals het grootste deel van haar badpakken en lingerie, gemaakt door Page zelf.
Nadat Yeager enkele foto's van Page doorstuurde naar Hugh Hefner, de oprichter van Playboy, selecteerde deze een foto van voor zijn bekende middenpagina en werd Page de Playmate van de maand januari 1955. Deze bekende foto toont Page, met alleen een kerstmuts op, knielend voor een kerstboom, terwijl ze speels knipoogt naar de camera. In 1955 won Page de titel Miss Pinup Girl of the World. Terwijl veel pin-up- en glamourmodellen in die tijd een carrière hadden die gemeten kon worden in maanden, was Page meerdere jaren enorm populair en bleef ze poseren tot 1957.

### 1958-1992: weg uit de schijnwerpers
De exacte reden waarom Page zich plots terugtrok van haar modellenwerk is niet bekend. Sommige bronnen vermelden een incident waarbij een man overleed na een bondagesessie die geïnspireerd was op de bondagefoto's van Page. De meest waarschijnlijke reden is echter dat Page haar modellencarrière beëindigde en alle banden met haar vroegere leven verbrak omdat ze als herboren christen wilde leven.
De fotograaf Sam Menning was de laatste die Page heeft gefotografeerd voor haar vertrek uit de modellenwereld.
Op oudejaarsavond in 1958 maakte Page een dienst mee in wat nu de Key West Temple Baptist Church is. Ze voelde zich aangetrokken door de multiraciale omgeving en begon de diensten regelmatig bij te wonen en nam deel aan verschillende bijbelstudies.
In de jaren vijftig had ze een relatie met Richard Arbib gehad en in 1958 was ze met Armond Walterson getrouwd. Dit huwelijk eindigde in 1963 in een echtscheiding. Toen ze in de jaren probeerde een christelijke missionaris in Afrika te worden, werd ze geweigerd omwille van haar scheiding. De volgende jaren werkte ze voor verschillende christelijke organisaties, alvorens zich in 1963 in Nashville te vestigen. Na een mislukte poging om nogmaals te gaan studeren, werkte ze voltijds voor evangelist Billy Graham.
Ze hertrouwde met Billy Neal, haar eerste man, maar na korte tijd gingen de twee al weer uit elkaar. Ze keerde terug naar Florida in 1967 en trouwde er met Harry Lear. In 1972 eindigde ook dit huwelijk in een scheiding.
Page verhuisde naar het zuiden van Californië in 1979. Hier had ze een zware zenuwinzinking en een hevige woordenwisseling met haar hospita. Ze werd opgenomen voor onderzoek en de artsen stelden de diagnose van acute schizofrenie. Na deze diagnose bracht ze 20 maanden door in het Patton State Hospital in San Bernardino. Na een nieuwe ruzie met een andere huisbaas werd ze gearresteerd voor geweldpleging, maar werd onschuldig bevonden wegens ontoerekeningsvatbaarheid. Ze werd 8 jaar, tot 1992, onder de supervisie van de staat geplaatst.

### Hernieuwde publieke interesse
In de jaren zeventig begonnen artiesten als Eric Stanton, Robert Blue en Olivia De Berardini met het schilderen van enkele bekende beelden van Page. In 1979 stelde de kunstenaar Robert Blue zijn schilderijen voor in Los Angeles. Rond diezelfde tijd werkte Olivia De Berardinis aan schilderijen van Page voor het Italiaanse merk Fiorucci.
In 1976 publiceerde Eros Publishing Co. A Nostalgic Look at Bettie Page - een verzameling van foto's uit de jaren vijftig. Tussen 1978 en 1980 bracht Belier Press vier delen uit van Bettie Page: Private Peeks, met foto's van de camera club-sessie. Op die manier werd Page opnieuw geïntroduceerd bij het publiek.
In de jaren tachtig vormde zich een grotere cult-aanhang rond Page, hoewel zij zich hier zelf niet van bewust was. Deze hernieuwde aandacht was voornamelijk gefocust op haar werk als pin-up- en lingeriemodel en minder op haar foto's rond fetisjisme en bondage. Door deze hernieuwde bekendheid vroegen haar nieuwe fans zich af wat er met haar gebeurd was na de jaren vijftig.
In 1987 begon Greg Theakston met The Betty Pages, een magazine voor en door fans. Het magazine zorgde voor een wereldwijde interesse in Page. Vrouwen verfden hun haar zwart en knipten een pony, in een poging de iconische look van Page te imiteren. De media kregen lucht van dit fenomeen en er verschenen heel wat artikelen over haar, vaak met behulp van Theakston. Omdat vrijwel al haar foto's publiek domein waren, was deze rage ook een uitgelezen kans voor opportunisten om Bettie Page-gerelateerde producten te produceren en zo een graantje mee te pikken.
In een telefonisch interview met Lifestyles of the Rich and Famous in 1993 vertelde Page aan presentator Robin Leach dat ze zich niet bewust was van haar hernieuwde populariteit en bestempelde ze zichzelf als 'arm en berucht'. Entertainment Tonight maakte een korte reportage over haar. Page, die op dat moment in een groepswoning in Los Angeles verbleef, was verbijsterd toen ze de reportage zag. Greg Theakson nam contact met haar op en nam een uitgebreid interview met haar op voor The Betty Page Annuals V.2.
Kort daarna tekende Page bij agent James Swanson in Chicago. Drie jaar later, nog steeds krap bij kas en zonder enige vorm van royalty's te hebben ontvangen, ontsloeg ze Swanson en tekende ze bij Curtis Management Group, het bedrijf dat ook de belangen van James Dean en Marilyn Monroe vertegenwoordigde. Vanaf dan ontving ze betalingen voor haar werk en kreeg ze weer financiële zekerheid.
De vraag wat Page deed in de obscure jaren na haar modellenwerk werd in 1996 deels beantwoord in de officiële biografie, Bettie Page: The Life of a Pin-up Legend. Datzelfde jaar gaf Page een interview met Tim Estiloz voor het NBC-programma Real Life. In dit interview ging ze dieper in op haar carrière en anekdotes uit haar privéleven en liet ze foto's zien uit haar persoonlijke collectie. Op verzoek van Page werd haar gezicht niet getoond in het interview.
Een andere biografie, The Real Bettie Page: The Truth about the Queen of Pinups, werd geschreven door Richard Foster. Dit boek zorgde onmiddellijk voor kritiek van haar fans, onder wie Hugh Hefner en Harlan Ellison, en een verklaring van Page zelf waarin ze aangaf dat het boek vol leugens stond.
Page wilde niet dat er recente foto's of beelden van haar verspreid zouden worden. De enige uitzondering die ze hierop heeft gemaakt is een publiciteitsfoto voor de Playboyeditie van augustus 2003. In 2006 vond een signeersessie plaats, maar ook hier weigerde Page gefotografeerd te worden en verklaarde ze dat ze wilde dat fans haar zouden herinneren zoals ze was.
In 2011 bereikte de nalatenschap van Page de 13e plaats op de jaarlijkse lijst van Forbes van bestverdienende overleden beroemdheden. Waar haar nalatenschap in 2011 nog 6 miljoen dollar waard was, was dit bedrag in 2013 al gestegen tot 10 miljoen.

## Overlijden
Volgens goede vriend Mark Roesler, werd Page op 6 december 2008 in kritieke toestand opgenomen in het ziekenhuis. Volgens het persbureau Associated Press verklaarde Roesler dat Page een hartinfarct kreeg, maar televisiestation KNBC citeerde Roesler anders en verklaarde dat Page opgenomen was door de gevolgen van een longontsteking. Bettie Page overleed vijf dagen later, op 85-jarige leeftijd.

## Biografieën
In 2004 publiceerde Cult Epics de biografische film Bettie Page: Dark Angel. Deze low-budgetfilm focust zich op de Irving Klaw-periode. Model Paige Richards speelt de rol van Bettie.
De film The Notorious Bettie Page (2005) volgt het leven van Page van midden jaren dertig tot eind jaren vijftig. Actrice Gretchen Mol vertolkt hierin de rol van Page. Het bonusmateriaal op de DVD bevat enkele zeldzame kleurenfilmpjes van Bettie Page.
In 2012 kwam Bettie Page Reveals All uit, een biografische documentaire van regisseur Mark Mori. De documentaire bevat, naast verklaringen van Page zelf, ook commentaar van beroemdheden als Dita Von Teese, Hugh Hefner, Rebecca Romijn, Tempest Storm, Bunny Yeager, Paula Klaw, Mamie Van Doren en Naomi Campbell.